# Northgate, Nam Úc
Northgate là một vùng ngoại ô mới của Adelaide, Nam Úc. Một kiến nghị của chính quyền bang và AVJennings năm 1988 đã được chấp thuận để phát triển khu vực và sáp nhập nó vào khu vực ngoại ô sẵn có của Northfield. Nó cách trung tâm Thành phố Adelaide chừng 10.7 km và đang ở trong gia đoạn phát triển thứ 2 trong vùng đất trước đây thuộc về Bộ Nông nghiệp Nam Úc.